# Malmön, Örnsköldsvik

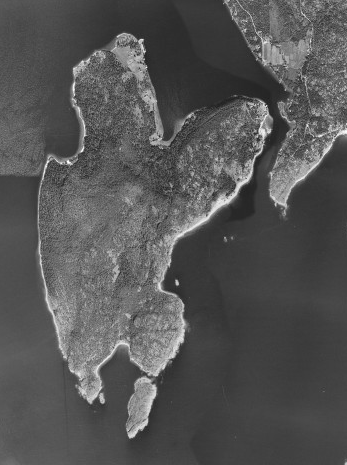
Malmön, Örnsköldsviks kommun

Malmön är en ö i Arnäs socken i Örnsköldsviks kommun, 10 kilometer nordost om Trysunda och 13 kilometer sydost om Örnsköldsvik. Ön har en yta på 2,89 kvadratkilometer.
Malmön har sedan länge tillhört Svenska kyrkan; i början av 1900-talet fanns fyra torpställen på ön. De sista bofasta på gårdarna lämnade ön på 1940-talet, och den har därefter avstyckats för fritidshusbebyggelse, huvudsakligen uppförd under 1960- och 1970-talet. Idag finns närmare 50 fritidshus på ön. Ön utöver fritidshustomterna ägs ännu av Svenska kyrkan. Sedan början av 1980-talet finns åter helårsboende på ön.